# 岩崎一揆
岩崎一揆（いわさきいっき），乃慶長5年（1600年）關原之戰時期，企圖擴大領地的伊達政宗去煽動和賀忠親奪回舊領地而攻擊同為東軍的南部氏之反亂戰事，又稱「岩崎合戰」、「岩崎之陣」、「和賀一揆」、「和賀岩崎一揆」。

## 事件起因
1590年，豐臣秀吉進行奥州仕置，引起和賀氏及稗貫氏不滿，導致發生和賀稗貫一揆，後被鎮壓，領地被沒收後轉封給南部氏。沒落的和賀忠親受伊達政宗保護，給予膽澤郡。
1600年爆發關原之戰，全國勢力一分為二，政宗便想趁機擴大領地，因此唆使忠親舉兵，並下令給水澤城主白石宗直作為與南部軍交戰時的援軍。忠親以二子城當作據點，聚集舊臣及稗貫氏殘黨後起兵，以奪還領地為目標，襲擊南部家的城池。

## 一揆眾的侵攻與南部軍的反擊
忠親舉兵時，南部家的主力正參加慶長出羽合戰協助最上氏，因此在本領地的南部軍數量很少，忠親便於舊曆9月20日攻擊花卷城及周遭城池。南部軍靠著北信景的奮戰與後來支援的北信愛及柏山明助，擊退一揆眾。
稗貫氏殘黨在得到伊達援軍的情況下攻擊大迫城，一時擊退南部軍的守將田中藤四郎，但在戰況惡化後便棄城逃跑。另一方面北信景與南部軍也成功奪還二子城，一揆眾只得退守岩崎城並籠城。舊曆十月中旬，於三戶重整軍備完畢的南部利直及主力到達花卷，但已達冬天並嚴重積雪，只得暫時停止戰事等待春天。期間本次一揆眾的詳細情形便請最上義光向德川家康報告。

## 岩崎城的陷落與一揆眾的終結
1601年舊曆1月20日，南部軍召開軍議並研擬陣型。舊曆3月17日，南部軍於岩崎城附近的七折館擺好陣型後全力攻擊。櫻庭直綱與主力企圖突入本丸，但被城兵反擊跟土壘防禦阻礙。舊曆4月4日，白石宗直的家臣鈴木義信率領部隊與南部軍激戰，讓戰況陷入僵持，因此於舊曆4月26日，北信愛獻策要火攻城池並配合鐵砲隊進行總攻擊，成功攻陷岩崎城。之後和賀忠親逃跑被捕，名義上於陸奧國分寺自殺，但通說是被伊達政宗暗殺滅口。

## 戰後處理
南部側：
- 本次動亂中貢獻突出的柏山明助受封岩崎城。

伊達側：
- 支援一揆眾的白石宗直遭轉封登米。
- 關原之戰前承諾要讓伊達政宗成為百萬石大名的德川家康，因為本次事件而收回約定。

## 關連項目
- 日本合戰列表
- 關原之戰